# Părhăuți
Părhăuți – wieś w Rumunii, w okręgu Suczawa, w gminie Todirești. W 2011 roku liczyła 1043 mieszkańców. 